# Медицинский центр Каллен-Лорд

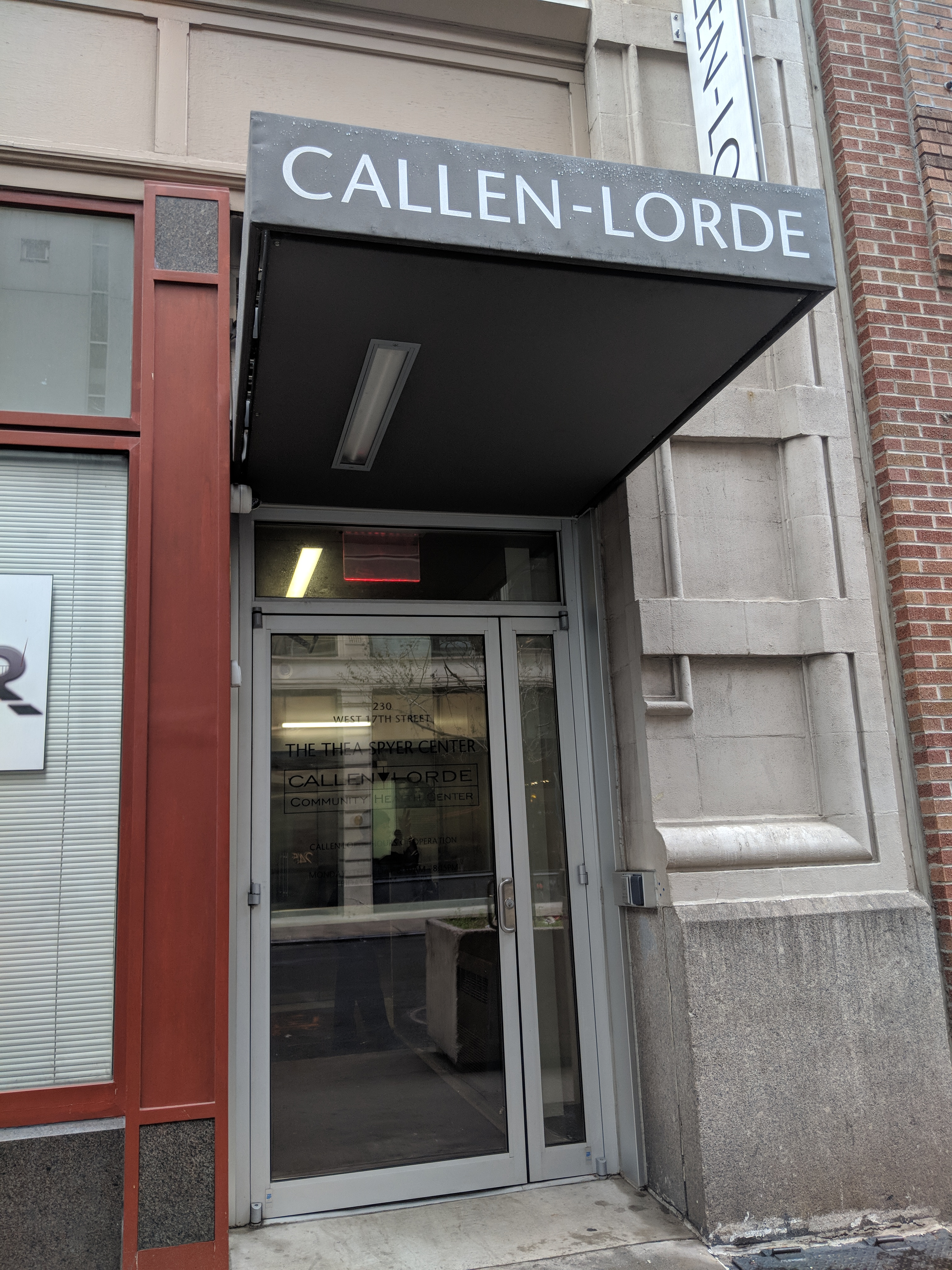
Вход в клинику Каллэн-Лорде

Медицинский центр Каллен-Лорд — это центр первичной медико-санитарной помощи, расположенный в Нью-Йорке. Каллен-Лорд занимается оказанием медицинской помощи ЛГБТ-населению города независимо от их платёжеспособности. Он назван в честь американского певца Майкла Каллена и американской писательницы Одре Лорд.
Учреждение предлагает различные услуги: стоматологическую и психиатрическую помощь, тестирование и лечение ВИЧ / ИППП, услуги по охране женского здоровья, трансгендерную гормональную терапию и медицинское сопровождение. Каллен-Лорд — единственный центр первичной медико-санитарной помощи в Нью-Йорке, созданный специально для обслуживания ЛГБТ-сообществ. История создания центра началась в 1983 году, когда две клиники объединились и запустили программу по лечению ВИЧ. С тех пор центр существенно расширился, его общая площадь составляет 27 000 квадратных футов.
В 2007 году центр получил грант в размере 30 миллионов долларов от благотворительной корпорации Карнеги. В 2015 году Каллен-Лорд был одним из 266 медицинских центров, выбранных для финансирования согласно Закону о защите пациентов и доступном здравоохранении, что предусматривало оказание медицинских услуг малоимущему населению.

## История
В 1969 году два молодых врача открыли клинику Св. Марка, также известную как «Бесплатная клиника Св. Марка» или «Общественная клиника Св. Марка». Клиника предоставляла бесплатную медицинскую помощь местным жителям, среди которых были фрики, хиппи и геи. Большинству пациентов было от 16 до 25 лет и они толпами приходили для лечения ИППП, абсцессов от игл, наркозависимости, чтобы получить противозачаточные средства и консультацию по психическому здоровью.
В начале 1970-х годов группа из семи квир-женщин объединилась, чтобы создать Коллектив женского здоровья — «Старейшую лесбийскую клинику в стране» в Сент-Маркс. Их видение состояло в том, чтобы разрушить барьер между врачом и пациентом. Они были против истеблишмента, против расизма и основывались на справедливости в отношении здоровья.
В 1972 году группа из трёх друзей — Леонарда Эбрео, Марка Рабиновича и Перри Брасса — основала клинику «Кризис здоровья у гомосексуалов» (GMHP). Основная цель создания клиники — это профилактика эпидемии СПИДа и улучшение жизни ВИЧ-позитивных людей.
Это была первая клиника для геев на Восточном побережье США и первая клиника, использовавшая в своём названии слово «геи». GMHP открылся в недостроенном бетонном подвале, где было несколько светильников, несколько стульев и стол. Клиника проводила форумы с участием различных спикеров. На этих форумах мужчинам рассказывали об их телах, сексуальности, эмоциональных аспектах, венерических заболеваниях и о важности использования презервативов.
И лесбийская клиника, и клиника для геев выдвинули идею о том, что услуги в здравоохранении могут предоставлять квир-люди. В 1983 году, чтобы объединить ресурсы в ответ на растущую эпидемию СПИДа, клиника Св. Марка объединилась с клиникой «Кризис здоровья у гомосексуалов» и создали систему общественного здравоохранения (англ. Community Health Project, Inc.,CHP). В 1980-х годах в CHP массово наблюдались пациенты с ВИЧ. В 1985 году при финансовой поддержке благотворительного фонда Роберта Вуда Джонсона CHP начала работать как первая в стране общественная клиника для ВИЧ-пациентов совместно с одной из крупнейших больниц США Бельвю. Позже в сотрудничестве с Проектом гендерной идентичности (GIP) в городе открыли первую медицинскую клинику для трансгендеров. В 1991 году CPH запустила программу «Здоровье для подростков» (HOTT), которая обслуживает ЛГБТ-подростков. CHP не только лечила пациентов со СПИДом, но и создала «Программу оценки СПИДа» — это инновационная в своём роде программа для оценки риска и предотвращения передачи ВИЧ/СПИДа.
В дополнение к тестированию, диагностике и лечению заболеваний перед CHP стояла цель более активно поддерживать здоровье своих сообществ. Однако помещение в клинике не соответствовало требованиям Департамента здравоохранения штата. Центру первичной медико-санитарной помощи требовались дополнительные лицензии, технологии и пространство, поэтому было принято решение переехать и расширить деятельность. В 1996 году CHP приобрела заброшенное здание площадью 27 000 квадратных футов. В 1998 году в соответствии с новой лицензией Департамента здравоохранения CHP стал «Общественным медицинским центром Каллен-Лордэ». Центр был назван в честь американского певца Майкла Каллена и американской писательницы Одре Лорд. С 1998 года клиника продолжила расширяться, чтобы удовлетворить растущие потребности ЛГБТ-сообщества. Открыли стоматологическую клинику и аптеку. В 2014 году открыли клинику психического и сексуального здоровья, а в 2016 году — третье здание первичной медико-санитарной помощи в Южном Бронксе. В 2019 году — центр снова расширился, построив ещё одно здание в центре Бруклина.

## Примечание
1. 1 2  Home (англ.). Callen-Lorde. Дата обращения: 18 марта 2022. Архивировано 11 июня 2019 года.
2. 1 2  About Us (англ.). Callen-Lorde. Дата обращения: 18 марта 2022. Архивировано 8 июня 2019 года.
3. 1 2  A Prophecy Before Our Time: The Gay Men’s Health Project Clinic Opens in 1972. The New York Public Library. Дата обращения: 18 марта 2022. Архивировано 21 июня 2018 года.
4. ↑  New Home for Gay/Lesbian Health Center. The New York Times. 12 января 1997. Архивировано 21 июня 2018. Дата обращения: 18 марта 2022.
5. ↑  Roberts, Sam (6 июля 2005). City Groups Get Bloomberg Gift of $20 Million. The New York Times. Архивировано 7 февраля 2012. Дата обращения: 18 марта 2022.
6. ↑  FY2015 New Access Point Awards (англ.). Bureau of Primary Health Care (6 октября 2020). Дата обращения: 18 марта 2022. Архивировано 11 апреля 2021 года.
7. ↑  Archive-It - News Releases. archive-it.org. Дата обращения: 18 марта 2022. Архивировано 15 июня 2019 года.
8. ↑  Presidential Proclamation -- National Health Center Week, 2015 (англ.). whitehouse.gov (7 августа 2015). Дата обращения: 18 марта 2022. Архивировано 8 июня 2019 года.